# Chroustov
Chroustov es un municipio situado en el distrito de Nymburk, en la región de Bohemia Central, República Checa. Tiene una población estimada, a inicios de 2023, de 196 habitantes.
Está ubicada al noreste de la región y de Praga, cerca del curso alto del río Elba y de la frontera con las regiones de Hradec Králové y Pardubice.